# Cheneya
Cheneya är ett släkte av fjärilar. Cheneya ingår i familjen silkesspinnare.
Kladogram enligt Catalogue of Life:
| Cheneya | \| \| Cheneya irrufata \| \| \| \| \| \| Cheneya morissa \| \| \| \| \| \| Cheneya rovena \| \| \| \| |
|         | \| \| Cheneya irrufata \| \| \| \| \| \| Cheneya morissa \| \| \| \| \| \| Cheneya rovena \| \| \| \| |
|         | Cheneya irrufata                                                                                      |
|         | |
|         | Cheneya morissa                                                                                       |
|         | |
|         | Cheneya rovena                                                                                        |
|         | |